# Movimiento de mujeres zapatistas

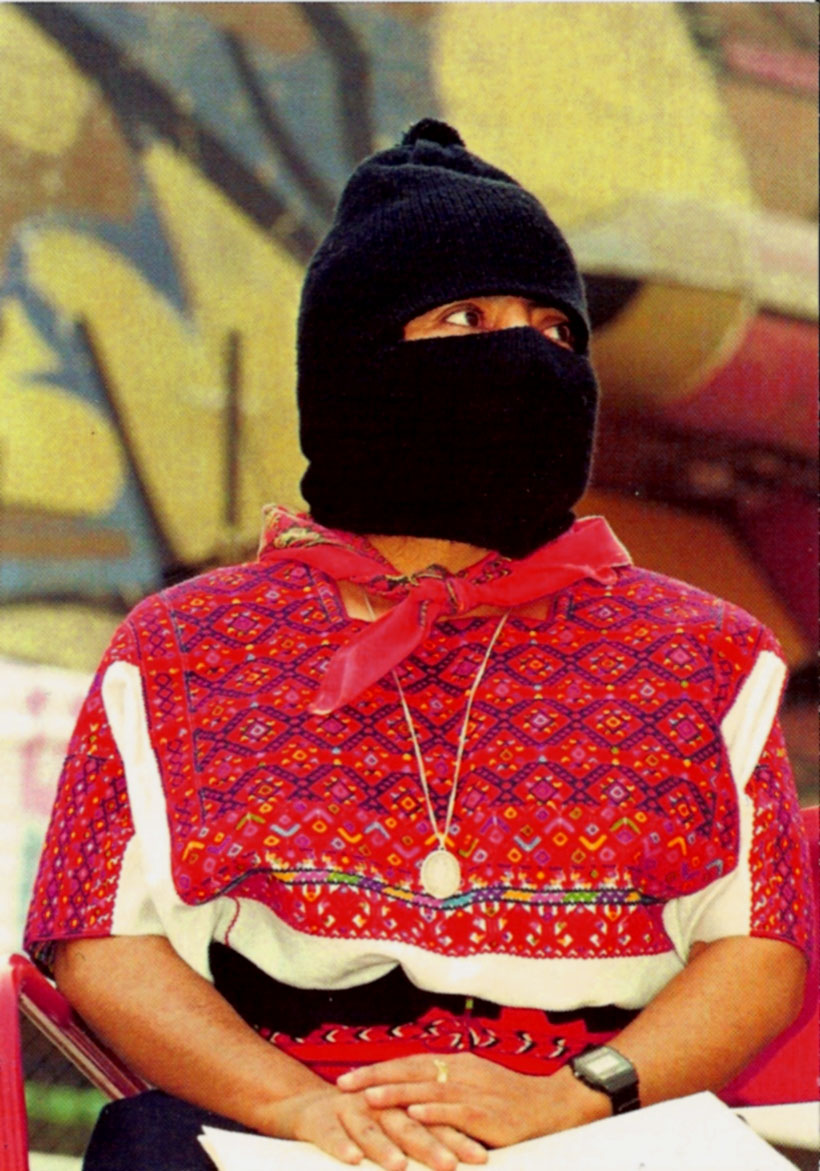
La comandanta Ramona lideresa del movimiento zapatista.

El movimiento de mujeres indígenas zapatistas conformado en el Estado de Chiapas dentro del EZLN tiene como telón de fondo "tres procesos que han influido en la reivindicación de sus derechos. El primero es la colonización, y el hecho de que las mujeres tuviesen que compartir los trabajos con los hombres. Segundo, la incorporación de las mujeres a las cooperativas agrícolas, los programas de salud y a algunas organizaciones no gubernamentales. El tercer proceso, y según él, definitivo, fue la creación del EZLN." Así, como apunta la antropóloga Aída Hernández Castillo "la participación de las mujeres en la dirigencia guerrillera contrasta con otras experiencias revolucionarias en América Latina. Pero la principal diferencia del zapatismo con los otros movimientos guerrilleros del continente fue la inclusión dentro de su plataforma de lucha de demandas de género a través de la llamada Ley Revolucionaria de Mujeres".

## Situación económica, reproductiva y educativa de las mujeres indígenas en Chiapas

### Mujeres indígenas y acceso al trabajo y a la tierra en el Estado de Chiapas
Según el Centro de Derechos de la Mujer de Chiapas (CDMCH), las mujeres indígenas y campesinas de dicho Estado padecen  “la discriminación y la subordinación, derivados de la intersección de diversas formas de discriminación basada en el género, la posición económica y social.” Todo lo anterior, por lo tanto, “imposibilita la participación de las mujeres en los espacios públicos, el acceso y control sobre los recursos productivos.” Al respecto, se dice en un estudio sobre la condición de vida de las mujeres indígenas de San Cristóbal de las Casas que son las normas comunitarias las que regulan y determinan quién puede tener: 
acceso a la tierra en cuanto recurso escaso y limitado. Por lo general se le transfiere a los hombres, pues ellos son los futuros proveedores, mientras que las mujeres al unirse pasarán a formar parte de otros grupos cuya pareja será a su vez la encargada de la manutención. Podría decirse que el que así ocurra es funcional a las necesidades económicas en lo que respecta al mundo campesino;sin embargo la complementariedad en el interior de las familias es en los hechos una ficción, ya que parece predominar un acceso diferencial entre sus miembros a los bienes y servicios producidos colectivamente, en función del género y la edad. Por otra parte, el hecho de que las mujeres no cuentan con parcelas propias incrementa su vulnerabilidad.
Es, por todo lo anterior, que una de las exigencias de la segunda Ley Revolucionaria de las Mujeres  es el derecho a la tierra:
Artículo 19 Las mujeres tienen derecho a tener, heredar y trabajar la tierra.
Ahora bien, con relación a las principales posibilidades laborales, Jules Falquet apunta que, teniendo en cuenta las costumbres, las mujeres indígenas no pueden ir más allá de sus comunidades. Lo hacen solamente por razones económicas, impulsadas a buscar trabajo, entre los cuales y más frecuentes se encuentran la venta de artesanías de su región, una de las más importantes entradas de recursos, e incluso la prostitución. Contra esta situación, se alza una de las exigencias de la Primera Ley de Mujeres:
Segunda: Las mujeres tienen derecho a trabajar y recibir un salario justo.

### Mujeres indígenas en Chiapas y salud reproductiva
Según un estudio de Barrios y Pons, el 28 % de mujeres tseltales y 52 % de mujeres tsotsiles no conocían ningún método anticonceptivo. Respecto al uso de anticonceptivos, la mayor de la Infantería Ana María aclara:
Eso no existe, no se conoce en ninguna de las comunidades y eso de los embarazos a la mujeres ocurre poco, porque los papás cuidan mucho de que sus hijas no se vayan a embarazar; por el mismo miedo que las muchachas les tienen a sus padres, no pueden hablarle a ningún hombre. Si llegan a embarazarse, muchas de ellas tienen a los niños porque es muy difícil de practicar un aborto y si se hace, muchas se mueren y no se sabe
Pero Mercedes Olivera al respecto del tema indica que:        
en general, sus periodos reproductivos son mucho más largos que los que se viven en el mundo mestizo, es decir, su primer parto ocurre cuando son adolescentes y no dejan de tener hijos hasta que arriba la menopausia. No hay un control natal y ello repercute, en forma negativa, en la salud femenina. Las relaciones sexuales para las mujeres indígenas representan un servicio que debe darse al esposo, y, al mismo tiempo, son concebidas como un pecado, cuya penitencia se paga teniendo “los hijos que Dios mande". 
Cuando las mujeres indígenas, dice Olivera, “llegan a la menopausia se sienten liberadas del peso de la reproducción y tienen más posibilidad de acción que las jóvenes.”

### Mujeres indígenas y educación en Chiapas
“El despertar de mujeres”, como ellas mismas se refieren a ese proceso a través del cual se han formado como sujetos, ha sido denominado "feminismo indígena" por algunas autoras, para remarcar la importancia de la participación e integración de las mujeres no solo en el EZLN, sino en las distintas organizaciones indígenas con las que este ha establecido alianzas, como el Congreso Nacional Indígena, las redes nacionales e internacionales de apoyo al zapatismo, entre otros. Así pues, "si lo educativo alude a la conformación de los sujetos en distintos espacios sociales, podemos observar en la experiencia organizativa política del EZLN, múltiples espacios en donde los sujetos se están formando, no solo en habilidades lecto-escritoras o en la de una segunda lengua, si no también se están formando procesos educativos que tienen que ver con la adquisición de normas distintas de insertarse en el entramado social para proponer formas novedosas de actuación política." Podemos encontrar lo anterior en el apartado 6 de la Ley Revolucionaria de las Mujeres del EZLN, en donde dice dice: “Las mujeres tienen el derecho a la educación”

## Características generales del movimiento de mujeres zapatistas

### Participación de las mujeres en el EZLN
En un inicio, las mujeres indígenas eran minoría al interior del movimiento zapatista; sin embargo, para 2004, año del que proceden los estudios más recientes, ya formaban un tercio de las fuerzas zapatistas armadas y un 50% de las “bases de apoyo”. Así pues,“se pueden distinguir dos formas en que las mujeres pueden participar [en el movimiento zapatista]. Hay mujeres militares y mujeres que funcionan como bases de apoyo que se subordinan a una estructura piramidal.” En cuanto al primer grupo, “la mayoría de los integrantes de la estructura militar del EZLN son mujeres y hombres jóvenes, quienes, en muchos casos, ingresaron a ella en su adolescencia o bien después de los veinte años.” Por otro lado, en las segundas, las bases, las mujeres cumplen "de manera central, la tarea de alimentar a los integrantes de la estructura militar diseminados en la Selva Lacandona. Excepto por quienes participan activamente en organizaciones productivas paralelas, la mayoría de estas mujeres reproducen, así, el rol tradicional que siempre han jugado: cuidadoras del ámbito privado y sostenedoras de la familia."

Lo anterior puede verse con mayor claridad en el testimonio de la Mayor Ana María:
[Al EZLN] llegué desde muy jovencia, tenía 14 años cuando entré a la lucha. Al principio éramos solo dos mujeres de las 8 o 10 personas que hace más de 10 años empezamos el movimiento. Muchas de las mujeres que han entrado al EZLN han llegado sin avisar a sus familias. Yo cuando salí de mi casa y me enteré de que existía una organización armada, me decidí y me dije ¡yo también voy a tomar las armas!, porque uno de mis hermanos ya estaba; pero mis papás, la mayoría de mi familia no sabía nada. Entonces salí huyando de mi casa y fui a buscar a mis compañeros para poder integrarme también y pasé muchos años aprendiendo y participando en esto sin que mi familia se diera cuenta. Esto ha pasado en muchos lugares, en muchas familias. Allí, mi hermano y yo aprendimos las primeras letras y hablar la castilla. Después nos enseñaron tácicas de combate y política para poder hablar con el pueblo y explicarle nuestra causa. Pedimos tierra y el gobierno no la daba, entonces empezaron las tomas y la respuesta era la represión.

#### Las militares
Sarri Vuorisalo resume y explica cuáles son las subdivisiones presentes en el grupo de las mujeres militares. Así, nos dice que: 
Las milicianas podían acudir por temporadas a los campamentos zapatistas, pero no abandonaban a sus familias, y también podían tener hijos.
Las insurgentes eran aquellas que se dedicaban a tiempo completo a la lucha. Ellas aceptaban no tener hijos y se les capacitaba en todos los terrenos educativos. Las insurgentas hablaban con gente de fuera mediante la comunicación del EZLN.
Las capitanas y tenientes comandaban tanto a grupos de hombres como de mujeres. Podían dar órdenes y ser obedecidas. Muchas tuvieron un papel de liderazgo el primero de enero de 1994.
Las mayoras, […] fueron mujeres excepcionales capaces de dirigir tanto a hombres como a mujeres de diferentes pueblos, y de toda la región.
El papel de las comandantas era fundamental. Ellas formaban parte del CCRI, Comité Clandestino Revolucionario Indígena, y decidían, consultando con sus pueblos, cómo avanzar con el movimiento. Tenían un conocimiento profundo de cómo se dirigía y se movilizaba a la gente. Eran ellas quienes se convirtieron en los portavoces de la voluntad popular.

#### Las bases de apoyo
La forma de combate de las “bases de apoyo” difiere de la de las militares en la forma de llevar a cabo la lucha ya que éstas, convencidas de la importancia del movimiento, participaron, por ejemplo, desde el lugar en el que vivían con la formación de "colectivos para beneficio de la comunidad, que podían ser tiendas cooperativas, producción de animales o cooperativas de artesanía. Proveyeron de alimentos a los combatientes y generalmente participaron junto a sus compañeros en las asambleas comunitarias, rechazando cualquier tipo de ayuda gubernamental que les separase de sus ideales."
María del Pilar Padierna comenta sobre la unión de las mujeres al movimiento zapatista que, a pesar de esto, ellas, antes de esa anexión, “habían transitado por procesos que las formaron como sujetos mujeres, indígenas específicos”, y, junto con esto, incorporarse al EZLN provocó “una modificación radical de sus formas de estar siendo además de los polos anteriores, zapatistas”. Así pues, los grupos promotores del EZLN producen un discurso que interpela a las mujeres, quienes “aceptan la invitación a integrarse al movimiento reconociendo como legítimas las causas que se les exponen, se apropian de éstas desde sus condiciones de vida.”

### Peticiones de las integrantes del movimiento
Las demandas del movimiento de mujeres zapatistas pueden encontrarse en las dos Leyes Revolucionarias de Mujeres. La primera de ellas fue publicada el 1 de enero de 1994 en el Despertador mexicano,  periódico del Ejército Zapatista de Liberación Nacional, que, en palabras del mismo movimiento, “cumple con la tarea de informar a nuestro pueblo sobre el desarrollo de la guerra justa que hemos declarado a nuestros enemigos de clase”.
La primera Ley Revolucionaria de Mujeres, asimismo, forma parte de un conjunto mayor de leyes llamado Leyes Revolucionarias, las cuales, según el EZLN “se impondrán, con el apoyo de los pueblos en lucha, en los territorios liberados para garantizar su control revolucionario y las bases para empezar a construir una Patria nueva.” Mientras tanto, la segunda Ley se publicó en un suplemento del periódico mexicano La Jornada  el 6 de mayo de 1996. *

En relación con el proceso de elaboración de las leyes, cabe destacar que éstas fueron hechas colectivamente, como lo hace notar la socióloga Sylvia Marcos, al respecto de la primera Ley:
Sabemos que esta ley fue votada por consenso adentro de las filas del EZLN varios  meses  antes  de  su  emergencia  pública  hace  20  años  (1º  de  enero  de 1994). Por una carta del Sub-comandante Marcos, sabemos que las reacciones fueron múltiples y que su aceptación tuvo que  ser defendida con ahínco como uno de los objetivos centrales en su lucha por la justicia.
Sabemos  que  la Comandanta Ramona  y  la  Comandanta  Susana,  ambas, pasaron  más  de  4  meses   recorriendo  las  entonces  comunidades  zapatistas. Recorrieron todas y cada una y dialogaron con l@s zaptistas en colectivo, en asambleas comunitarias, a la usanza de los pueblos de la región. Una vez que fue aceptada en cada comunidad y  pueblo zapatista se propuso su inclusión en El  Despertador  Mexicano,  órgano  Informativo  del  EZLN,  México,  No  1.  Diciembre 1993.
Esta acción colectiva, por lo tanto, fue una "manera en la que “las mujeres indígenas se abrieron un espacio material y simbólico de participación y transformación de su papel social”. Ciertamente, el discurso del movimiento zapatista ha interpelado a las mujeres de las comunidades indígenas, pues les ofrece la posibilidad de cambio de las situaciones de miseria en las que viven, además de que en él se da la lucha para alcanzar mejores condiciones de vida. Así, las mujeres que forman parte del EZLN son ejemplo de "la oportunidad que representa el ingreso al movimiento para hacerse de saberes apreciados, que de otra manera sería muy difícil (saber hablar y escribir español, ser promotoras de salud, educativas, dirigentes y “hasta choferas”); la aspiración para salir de las rígidas estructuras familiares que les señalan opciones de vida que ellas rechazan (casarse a la fuerza, estar bajo la tutela de los suegros, tener hijos a edad muy temprana), entre otras." Una prueba de lo anterior se da en el siguiente fragmento de una entrevista hecha a la Capitana Elisa en el año 1994:
-¿Cómo es la relación entre las mujeres y los hombres en el ejército zapatista?
-Bueno, en el ejército zapatista los hombres y las mujeres nos llevamos bien. Allí hay democracia, allí hay justicia, allí hay todo pues, todo lo que hay. Pues no es igual como estar en un pueblo, que aparte los hombres, aparte las mujeres. Allí no, allí convivimos juntos, con los hombres, y hacemos el trabajo igual. Se reparte igual los trabajos, y allí pues no puedes hacer lo que tú quieres, siempre el hombre manda. Es por eso, ya estaba yo cansada pues de hacer esas cosas, pero ya cuando llegué en el ejército pues se cambió, se cambió la cosa, pues no, ya no estuvo igual. Eso es lo que estamos buscando ahorita. Porque como mujer campesina el gobierno no nos reconoce. Siempre la mujer es..., siempre está abajo pues, siempre el hombre siempre tiene que..., siempre es el que manda, pero ahorita pues nosotras vemos que no es cierto lo que dice el gobierno. También las mujeres pueden hacer los trabajos, también puede tener cargo, también puede dirigir igual que el hombre, por eso nosotros estamos luchando para que las mujeres también tengan esa oportunidad de hacer esos trabajos.
Por lo tanto, el contenido general de ambas leyes demuestra “cómo las mujeres indígenas luchan por profundas transformaciones de su situación, no solo como indígenas y pobres, sino también como mujeres.”

## Relación del movimiento con el feminismo
El movimiento de mujeres del EZLN tienen en común varios elementos con el feminismo en relación con sus demandas, como “las reivindicaciones de participación, la no violencia contra las mujeres, la defensa de los derechos reproductivos”, entre otros; no obstante, también es necesario apuntar que este presenta diferencias que hacen difícil pensarlo completamente dentro del movimiento feminista urbano. Así, por ejemplo, 
mientras el feminismo nacional hace hincapié en la necesidad de acceso a los derechos para el disfrute individual de los mismos, las mujeres zapatistas insisten en el disfrute colectivo de esos derechos. Las distintas iniciativas que plantean para la atención de sus demandas incluyen una concepción de comunidad en la que los derechos se defienden en colectivo, no de manera individual. Esto es evidente también en las formas organizativas al interior de las comunidades; el trabajo colectivo, la distribución de los recursos, las responsabilidades y cargos se orientan hacia una idea de comunitarismo en donde el bien general predomina sobre concepciones individualistas.
Asimismo, ha habido críticas sobre el contenido de las dos Leyes Revolucionarias, como la de Jules Falquet, quien cree que:
Las dos Leyes Revolucionarias de las Mujeres Zapatistas, y otros documentos “civiles”, demuestran de sobra cómo las mujeres indígenas luchan por profundas transformaciones de su situación, no solo como indígenas y pobres, sino también como mujeres. Sin embargo, no hablan con una voz única y se observan en sus reivindicaciones varias ambigüedades, e incluso importantes contradicciones a la vez que una poderosa voluntad de cambio. De hecho, algunas de sus demandas son extremadamente revolucionarias, y amenazan incluso la posibilidad de que las culturas indígenas se sigan reproduciendo como tales. Otras, al contrario, reafirman valores familiares de lo más tradicionales.
Ahora bien, por otra parte, se encuentra la posición de Sarrii Vuorisalo, quien deja abierta la cuestión y opina que a las mujeres "no les hace falta tener una definición exacta para sus reivindicaciones, ni en los últimos discursos mencionan el “feminismo”. Hablan de la situación de las mujeres, de los derechos de las mujeres, del sufrimiento de las mujeres. Pero, ¿qué les aporta, o qué valor añadido tendrá su participación si obtuviera la calificación de “feminismo”?"

## Primer encuentro internacional de Mujeres que luchan
El primer encuentro internacional político, artístico, deportivo y cultural de mujeres que luchan se realizó del 8 al 11 de marzo de 2018 en la selva Lacandona, en Caracol de Morelia, estado de Chiapas, México. La convocatoria realizada por las mujeres integrantes del Comité Clandestino Revolucionario Indígena y la Comandancia General del Ejército Zapatista de Liberación Nacional (EZLN) tuvo entre sus fundamentos históricos el levantamiento contra la discriminación hacia las mujeres en el año 1994 en el estado de Chiapas.
En el discurso leído en el Primer encuentro de Mujeres que Luchan, las referentes zapatistas hicieron un repaso de las características de su propia organización, del sistema social global promovido por el capitalismo y del rol de la dirigencia política actual en México, a los cuales caracterizaron como "amantes del sistema capitalista". También se denunció el asesinato sistemático de mujeres en todo el país. La dinámica del encuentro se estructuró a partir de charlas, talleres y representaciones teatrales en donde algunos de los ejes temáticos fueron "Mujer y emancipación popular", "Por un feminismo de izquierda y revolucionario" y "La participación política de la mujer" entre otros.

## Segundo encuentro internacional diciembre de 2019
En diciembre de 2019 se celebró el "Segundo encuentro internacional de mujeres que luchan" que reunió en El Caracol de Morelia a casi 4000 mujeres de 50 países. El tema central de la convocatoria fue la violencia contra las mujeres.